# São Sebastião (Loulé)
São Sebastião, oficialmente Loulé (São Sebastião), é uma freguesia portuguesa do município de Loulé, com 62,70 km² de área e 6807 habitantes (censo de 2021). A sua densidade populacional é 108,6 hab./km², o que lhe permite ser classificada como uma Área de Baixa Densidade (portaria 1467-A/2001).
Esta freguesia estava anexada à de S. Clemente, passando a ser freguesias autónomas por decreto de 03/12/1891. Com lugares destas freguesias foi criada pela Lei nº 476, de 25/01/1916, a freguesia de Quarteira.

## Demografia
A população registada nos censos foi:
| Distribuição da População por Grupos Etários | Distribuição da População por Grupos Etários | Distribuição da População por Grupos Etários | Distribuição da População por Grupos Etários | Distribuição da População por Grupos Etários |
| -------------------------------------------- | -------------------------------------------- | -------------------------------------------- | -------------------------------------------- | -------------------------------------------- |
| Ano                                          | 0-14 Anos                                    | 15-24 Anos                                   | 25-64 Anos                                   | > 65 Anos                                    |
| 2001                                         | 993                                          | 824                                          | 3533                                         | 1384                                         |
| 2011                                         | 1082                                         | 771                                          | 4011                                         | 1569                                         |
| 2021                                         | 877                                          | 686                                          | 3535                                         | 1709                                         |

## Principais localidades da Freguesia
- Vale Judeu
- Parragil
- Monte Seco
- Soalheira
- Varjota
- Palmeiral
- Picota
- Loulé
- Vale da Boa Hora

## Festividades
Anualmente, e uma quinzena após a Páscoa, realiza-se aquela que é considerada a maior festa religiosa no sul do país: a festa da Mãe Soberana, na qual os habitantes do município e também muitos turistas, vêm o cortejo de um grupo de mordomos, que, triunfalmente, ao som de uma banda filarmónica, transportam sobre os ombros a Nossa Senhora da Piedade até à sua ermida, situada no topo de um monte.

## Património
- Convento de Santo António (Loulé)[6]
- Solar na Rua Sacadura Cabral
- Igreja de São Francisco (Loulé)
- Igreja da Nossa Senhora da Boa Hora, no Vale da Boa Hora - Parragil
- Ermida da Nossa Senhora do Bom Sucesso, em Vale Judeu
- Santuário de Nossa Senhora da Piedade (Mãe Soberana)